# Bataille de Parwan
Invasion mongole de l'Empire khwarezmien
La Bataille de Parwan a lieu en septembre 1221 à Parwan, au nord de Kaboul , dans l'actuel Afghanistan. Elle vois s'affronter les troupes du sultan Jalal ad-Din de l'empire khwarezmien et celles de Shigi Qutuqu, de l'Empire mongol.
Dans un premier temps, Jalal ad-Din attaque un détachement de Mongols près de Wilan (Waliyan), ce qui pousse Gengis Khan à envoyer une armée de 30 000 hommes commandée par Qutuqu pour le vaincre. Grâce aux tactiques adoptée par Jalal ad-Din, l'armée mongole est détruite en deux jours. Lorsque la nouvelle de la défaite mongole se répand, plusieurs villes, dont Merv et Herat, qui s'étaient rendues et avaient accepté la domination mongole, se rebellent. Gengis Khan réagit en prenant personnellement la tête de ses troupes pour intercepter et vaincre Jalal ad-Din. Entre-temps, ce dernier perd la moitié de ses troupes par désertion à la suite d'une querelle sur le partage du butin après la bataille, et est contraint de se rendre à Ghazni pour préparer sa retraite vers l'Inde. Gengis Khan intercepte l'armée de Jalal ad-Din alors qu'elle s'apprête à traverser l'Indus. Au cours de la bataille qui s'ensuit, il perd son armée, son trésor et sa famille, mais il survit et finit par s'implanter au Pendjab et au Sind.

## Situation avant le conflit
Gengis Khan envahit l'Empire khwarezmien pour venger le massacre des membres d'une caravane commerciale mongole par le gouverneur de la ville frontalière d'Otrar et le refus du Khwarezmchah Ala ad-Din Muhammad de punir ledit gouverneur pour son crime.
Gengis Khan passe la frontière du Khwarezm avec sous ses ordres une armée compétente, disciplinée et rompue au combat forte de 150 000 à 200 000 soldats, principalement des Mongols et des membres d'autres tribus alliées rompus à leur méthode de guerre,. Cette armée comprend également un corps d'ingénieurs chinois spécialisés dans les sièges de villes et autres places fortes. Gengis Khan est un chef charismatique, inélégant et expérimenté, secondé par ses fils Djötchi, Djaghataï, Ögedeï et Tolui, qui sont des généraux compétents. Il a également sous ses ordres de brillants généraux comme Djebé et Subötaï, qui utilisent des tactiques novatrices et savent s'adapter à la situation,.
De son côté, le Chah Muhammad a mobilisé une armée dont les effectifs sont estimés entre 200 000 et 400 000 hommes. Mais c'est une armée hétéroclite, ses soldats turcs sont indisciplinés et l'unité fait défaut entre les soldats turcs, iraniens, arabes et afghans de l'armée. La méfiance du Chah à l'égard de ses troupes et de ses commandants turcs Qanqli,, fait qu'il n'envisage de livrer bataille que dans des conditions favorables et avec une supériorité numérique sur ses adversaires. Il adopte une stratégie de défense en profondeur basée sur des villes fortifiées,,, et installe des garnisons de soldats vétérans dans différentes villes, dont Otrar, Boukhara, Banakat et Samarcande, comptant sur l'inexpérience des Mongols en matière de siège et sur leur méconnaissance du terrain pour retarder leur progression et lui donner l'occasion de livrer bataille au moment où il le décidera. Il prévoit de lever une nouvelle armée au-delà de l'Amou-Daria, près de Kelif, puis de frapper les Mongols en Transoxiane, ou de défendre la barrière de l'Amou-Daria en empêchant les Mongols de franchir le fleuve et, si nécessaire, de battre en retraite vers Ghazni, puis vers l'Inde.
Gengis Khan commence par assiéger Otrar avec toute son armée en septembre 1219. Après un certain temps, il divise son armée, envoyant un détachement sous les ordres de son fils aîné Djötchi vers le Syr-Daria, et un autre marcher sur Banakat. Laissant Djaghataï et Ögedeï maintenir le siège d'Otrar, Gengis Khan et Tolui traversent le Désert du Kyzylkoum pour attaquer Boukhara, qui tombe en février 1220, et Samarcande, qui est prise en mars 1220. Banakat est également occupée, tandis qu'Otrar tombe en avril 1220. Les armées mongoles de Banakat et d'Otrar rejoignent alors Gengis Khan près de Nasaf, où ils passent l'été 1220 à laisser se reposer l'armée et les chevaux. En avril 1220, Jochi a pris toutes les villes situées le long du Syr Darya, y compris Sighnaq et Jend, et établi son campement dans les steppes des Kipchak. À ce stade de la campagne, Gengis Khan envoie une armée de 30 000 à 40 000 hommes dirigée par Djebé et Subötaï, ainsi que son propre gendre Toghachar, pour traquer et trouver le Chah,.
En effet, la chute rapide de la Transoxiane décuple les inquiétudes du Chah Muhammad, qui commence à se replier vers l'ouest avec son fils Jalal ad-Din. Il s'arrête un temps à Nishapur, mais lorsque l'armée mongole commandée par Djebé et Subötaï franchit l'Amou-Daria, le chah traverse la Perse, puis échappe aux Mongols en faisant semblant de se diriger vers Bagdad, et finit par trouver refuge sur une île de la mer Caspienne, où il meurt en décembre 1220, après avoir désigné Jalal ad-Din comme son héritier. L'armée mongole met à sac plusieurs villes, dont Zaveh, Ghoutchan, Tous, Qazvin et Ardabil,, puis hiverne dans les steppes mughanes.
Jalal al-Din a besoin d'une armée pour affronter les Mongols. Le sultan se rend à Ourguentch, la capitale de l'empire, qui abriterait 90 000 soldats, mais les autorités de la ville préfèrent son frère Uzlaq Shah comme sultan. Après avoir découvert un complot contre sa vie, Jalal traverse le désert de Karakum en 16 jours avec 300 cavaliers, et vainc un détachement mongol près de Nisa, avant d'atteindre Nishapur. Jalal al-Din avait l'intention de lever une armée à Nishapur, mais il abandonne la ville lorsque les Mongols arrivent à l'improviste. Ces derniers poursuivent le sultan à travers le Khuistan, mais Jalal al-Din a réussi à échapper à ses ennemis pour atteindre Bost. Là, il est rejoint par une armée de 10 000 Turcs commandée par son oncle maternel Amin Malik, et le sultan atteint Ghazni après avoir repoussé une armée mongole à Qanhahar à l'issue d'une bataille qui dure trois jours.

### Mouvements des armées avant la bataille

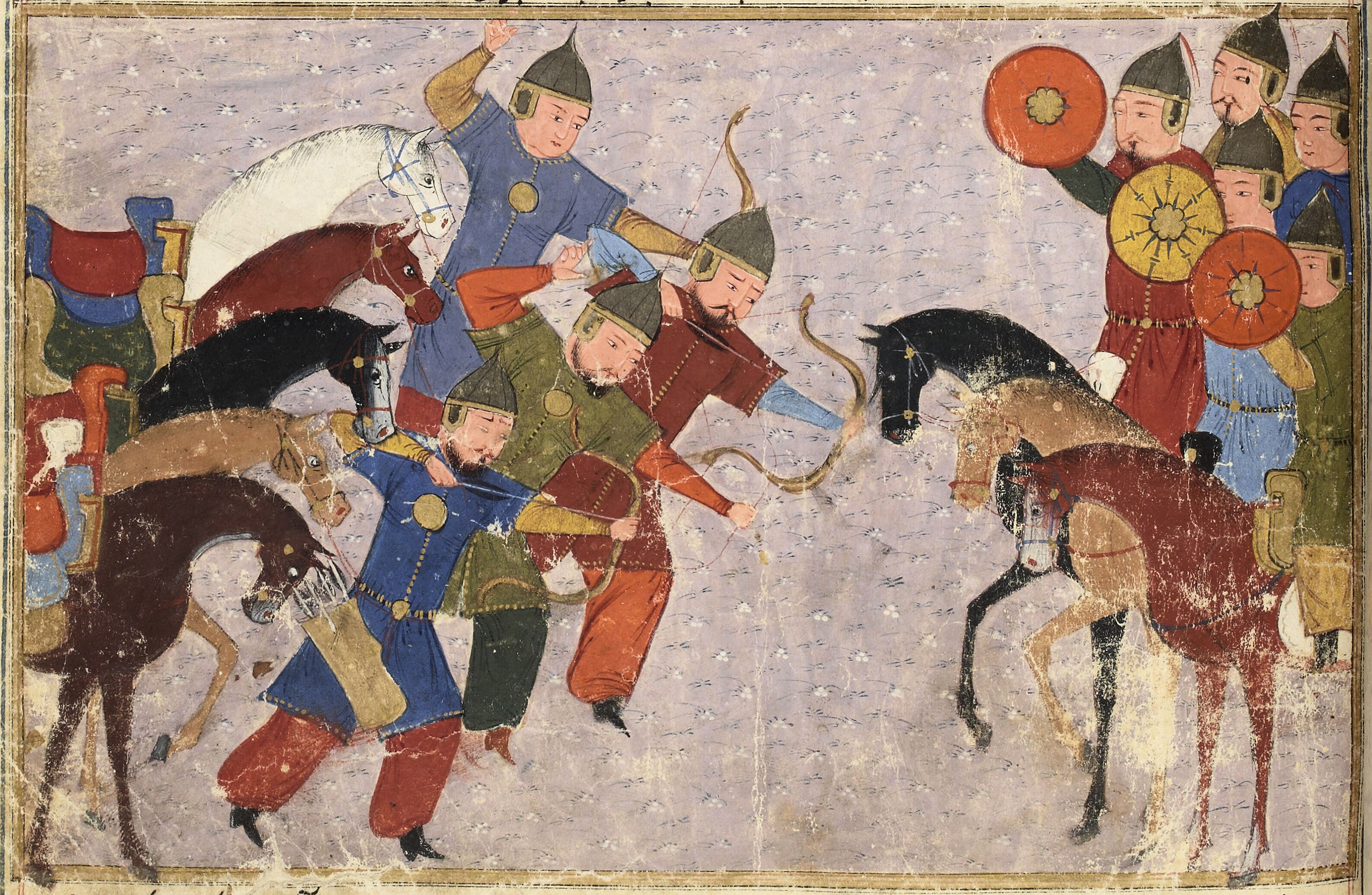
Bataille de Vâliyân (1221), extrait du Jami' al-tawarikh de Rashid al-Din, 1410-1430,.

Jalal al-Din passe l'été 1221 à Ghazni, où des milliers de personnes venues de tout l'Afghanistan rejoignent ses rangs pour défendre leur patrie après avoir appris le sort de Bamiyan, une cité Afghane assiégée et totalement détruite par Genghis Khan. Il réunit une coalition de guerriers afghans et turcs. De là, il se rend d'abord à Valiyan, qui est assiégée par les Mongols, vainc les deux armées mongoles dirigées par Tekejik et Molger, et lève le siège de la cité après avoir tué environ 1 000 soldats mongols lors des combats. Jalal regroupe ses troupes à Parwan. Une semaine plus tard, Gengis Khan envoie Shigi Qutuqu, qui occupe un poste de responsable de la justice auprès du Khan, à la poursuite de Jalal al-Din. Mais il ne donne à ce général inexpérimenté que 30 000 à 50 000 hommes pour mener à bien sa mission.
Les sources médiévales divergent quant à l'effectif de l'armée mongole. Les effectifs du corps d'armée de Shigi Qutuqu s’élèvent à 30 000 hommes selon Ata Malik Juvayni, 45 000 selon Juzjani et  70 000 selon Ibn Abd Allah al-Umari. Juzjani, Nasawi, Juvayni, Ibn al-Athir et Handmir parlent tous d'une armée khwarezmienne de 60 000 hommes.
Les études modernes divergent également quant à l'effectif des deux armées, avec des estimations bien différentes de celles des historiens médiévaux. L'estimation la plus basse de l'effectif de Jalal al-Din est de 30 000 hommes, tandis que la plus élevée est de 120 000 hommes. Dans The Harper Encyclopedia of Military History, Richard et Trevor Dupuy estiment les effectifs de l'armée de Jalal al-Din à 120 000 hommes. Tucker avance également une estimation de 120 000 hommes pour les effectifs de Jalal al-Din.
Les estimations concernant les effectifs de Shigi Qutuqu varient entre 30 000 et 70 000. Mclynn Frank estime que les forces mongoles comptent environ 45 000-50 000 hommes, tandis que Jalal al-Din en avait entre 60 000 et 70 000. Il ajoute que même si les chiffres sont exagérés, la proportion de la supériorité numérique de l'armée de Jalal al-Din est probablement exacte. Enfin, Carl Sverdrup estime que Jalal al-Din dispose probablement de 15 000 hommes au total, alors que Shigi Qutuqu n'en commande pas moins de 10 000.
Le point à retenir est que, quelle que soit l'estimation, l'armée khwarazmienne, est la plus nombreuse, mais est également mal équipée et composée essentiellement d'infanterie. A contrario, les troupes de Shigi Qutuqu sont moins nombreuses et composées de cavaliers bien équipés.

## Déroulement de la bataille
Les très nombreuses victoires mongoles depuis le début de la campagne contre les Khwarezmiens rendent Shigi Qutuqu trop confiant, et il se retrouve rapidement obligé de reculer face à des troupes ennemies plus nombreuses. De plus, la bataille se déroule dans une vallée étroite, ce qui gêne la cavalerie mongole dans ses manœuvres et l’empêche d'appliquer ses habituelles tactiques de harcèlement.
De son côté, Jalal al-Din réalise que le terrain ne se prête pas à des manœuvres de cavalerie et il ordonne à ses archers montés de mettre pied à terre et de tirer sur les Mongols. Il confie à Saif al-Din Ighraq le commandement du flanc gauche et à Malik Khan celui du flanc droit, composé de 10 000 soldats.
Le premier jour de la bataille, la division de Malik Khan repousse l'aile gauche mongole jusque dans son campement. Le deuxième jour, Shigi Qutuqu tente de tromper les Khwarezmiens en installant des faux  guerriers en paille sur des montures de rechange, ce qui lui évite peut-être un coup mortel, mais Jalal al-Din n'est pas dupe de la ruse. Le troisième jour, le flanc droit mongol charge la division d'Ighraq, qui répond par une salve de flèches. Les Mongols réagissent en simulant une fuite. Voyant cela, les hommes d'Ighraq chargent, mais 500 d'entre eux sont tués lorsque les Mongols contre-attaquent soudainement. Voyant cela, Jalal al-Din attaque personnellement les Mongols et les force à fuir. Un grand nombre de Mongols sont capturés vivants, avant d’être exécuté par les Khwarezmiens, qui leur transpercent le crâne en leur plantant des pieux dans les oreilles. Shigi Qutuqu survit à la bataille, mais il est vaincu et doit se replier après avoir perdu plus de la moitié de son armée.

## Conséquences de la bataille

### Mouvements militaires et affrontements ultérieurs
Selon le récit d'Ibn Al-Athir, après la victoire de la bataille de Parwan, Jalal al-Din envoie le message suivant à Gengis Khan :
« Dans quelle localité voulez-vous que la bataille ait lieu, afin que nous puissions nous y rendre ? »
Selon les sources médiévales, Gengis Khan réagit en envoyant une armée plus importante, commandée par un de ses fils. Jalal al-Din affronte cette nouvelle armée  lorsqu'elle arrive à Kaboul et les Mongols sont à nouveau vaincus. Selon Carl Sverdrup, deux batailles ont lieu après celle de Parwan : 
- Une première entre une armée khwarezmienne dirigée par un général nommé Orkhan au cours de laquelle les Khwarezmiens sont vaincus
- Une seconde entre un général mongol nommé Caqan et Jalal al-Din, au cours de laquelle Jalal al-Din triomphe.

Toujours selon Sverdrup, "'il est possible qu'il y ait eu plus d'une action".
Que ces batailles supplémentaires aient eu lieu ou non, les chercheurs contemporains et médiévaux s'accordent à dire que durant la soirée du jour où la bataille prend fin, une dispute éclate entre les vainqueurs concernant le partage du butin, en particulier un cheval blanc mongol. À un moment, Amin Malik, chef des Turcs et beau-père du sultan, frappe Saif al-Din Ighraq, chef des Afghans, avec un fouet. Le sultan Jalal ad-Din refusant de punir Amin Malik; Ighraq lui fait des reproches, puis celui-ci, ainsi que les Khalaj, les Afghans et une partie des troupes de Qanqli, désertent à la tombée de la nuit,,.
À la suite de cette désertion de masse, Jalal ad-Din n'a plus que 30 000 hommes sous ses ordres lorsqu'il quitte Parwan pour le Pendjab. Dans le même temps, Gengis Khan est informé des défaites successives de ses troupes et part à marche forcée avec ses hommes pour rattraper Jalal al-Din avant qu'il ne s'échappe en Inde. Gengis marche avec Shigi Qutugu et lui détaille les erreurs qu'il a commises sur le champ de bataille. De son côté, le Chah tente de traverser l'Indus dans la région située au nord de l'actuelle ville de Kalabagh, au Pakistan, mais les Mongols le rattrapent sur les rives de l'Indus et le battent, lors de ce que l'on appelle aujourd'hui la bataille de l'Indus.

### Postérité
La bataille de Parwan a eu un impact important, car elle est considérée comme la résurrection des Khwarezmiens et la première défaite sérieuse des Mongols contre ces derniers. Les récits musulmans médiévaux écrits à l'époque de cette bataille saluent tous cette victoire,. Selon le récit que Rashid al-Din Hamadani fait des événements, Gengis Khan a personnellement visité le champ de bataille et les soldats mongols tombés au combat, et il a dit à Shigi Qutuqu:
« Vous ne connaissiez pas le lieu de la bataille, et vous étiez tous fautifs. »
Lorsque la nouvelle de la défaite de Shigi Qutuqu à la bataille de Parwan se répand dans tout l'empire Khwarezmien, une insurrection anti-mongole éclate. Inspiré par les victoires successives de Jalal al-Din contre l'armée mongole, Kush Tegin Pahlawan lance une insurrection à Merv et s'empare de la ville avant d'attaquer Boukhara. Les habitants de Herat se rebellent également et se débarrassent des dirigeants soumis aux mongols. Le chef d'une insurrection nommé Muhammad le Marghani, attaque à deux reprises le camp de Gengis Khan à Baghlan et retourne à sa base arrière avec du butin. Le Khan réagit en envoyant une grande armée commandée par Ögedeï marcher, à nouveau, sur Ghazni.
La bataille de Parwan a de graves répercussions en Afghanistan, au Turkménistan et en Iran, car l'illusion de l'invincibilité mongole est brisée. Les villes qui se sont rendues pacifiquement se soulèvent les unes après les autres, ce qui oblige Gengis et son fils Tolui à passer des mois supplémentaires au Khwarezm, pour mater les révoltés. Gengis Khan charge Yelü Ahai de restaurer la souveraineté mongole à Samarcande et Boukhara, ce qu'il réussit à faire en 1223.